# Custòdia del territori

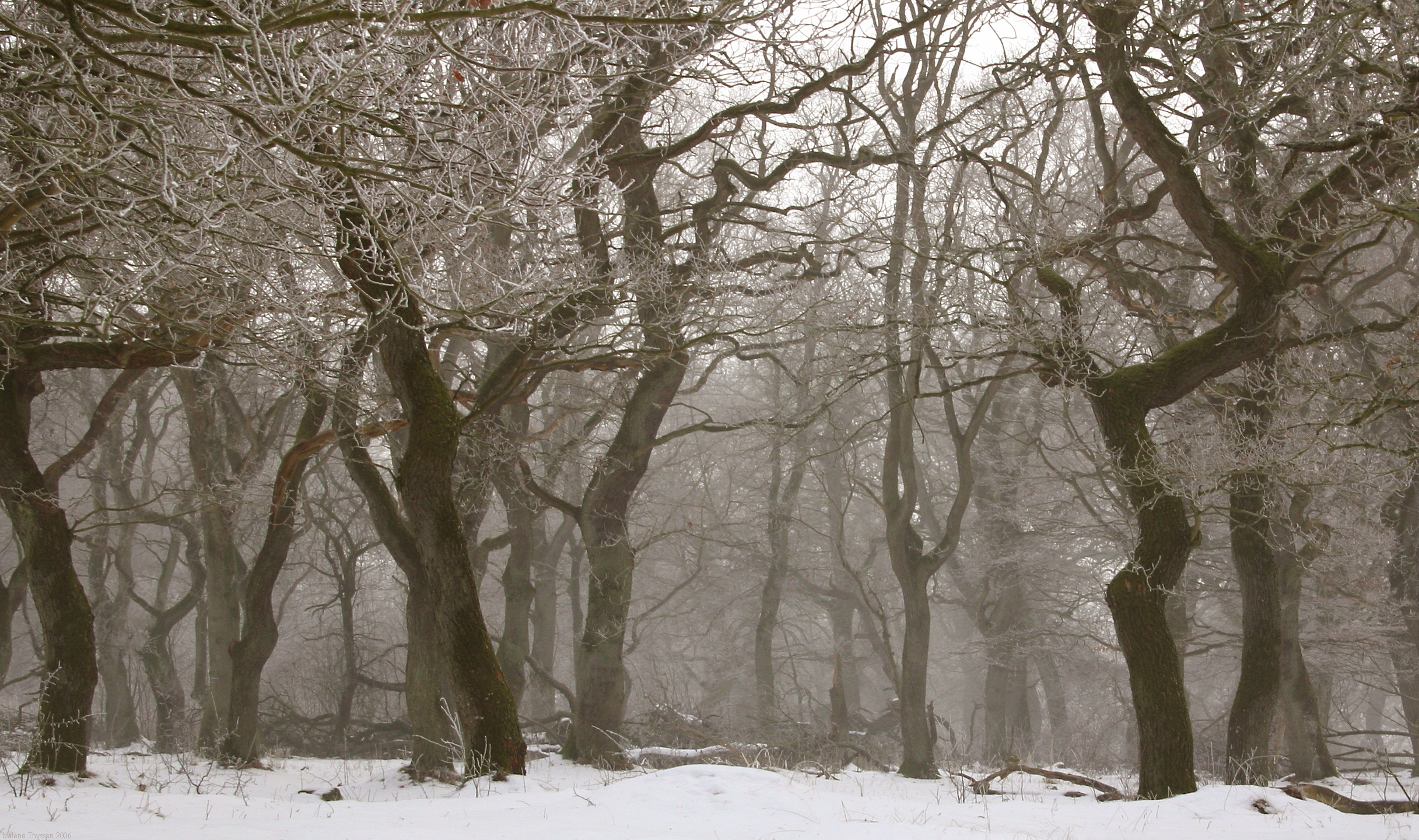
Bosc a Dinamarca el sotabosc del qual es pastura.

La custòdia del territori és un conjunt d'estratègies i tècniques encaminades a preservar els valors naturals, culturals i paisatgístics del territori així com fer-ne un ús responsable (del territori mateix i dels seus recursos). És un procediment d'acord voluntari entre propietaris i entitats de custòdia mitjançant algun dels mecanismes d'acord de custòdia possibles, amb base jurídica o sense. En alguns casos, l'administració local pot tenir un acord de custòdia amb l'entitat de custòdia sobre un espai públic, per exemple del domini públic hidràulic.
Les singularitats de la custòdia del territori són, per una banda, que pretén respectar, conservar, guardar i tenir cura del territori de manera cooperativa, entre tots els agents implicats, i, per l'altra, que és un procediment de participació totalment voluntària. Així mateix, la custòdia del territori no en limita els usos, sinó que fomenta la gestió adequada dels recursos naturals, culturals o socials que ofereix el territori, ja que pretén fer-ne possible el rendiment econòmic, sempre tenint en compte la responsabilitat i l'ús sostenible dels recursos a llarg termini. Hi ha acords que estableixen un pagament per part de l'entitat de custòdia a favor del propietari del bé custodiat, en els anomenats pagaments per serveis ambientals.

## Contingut

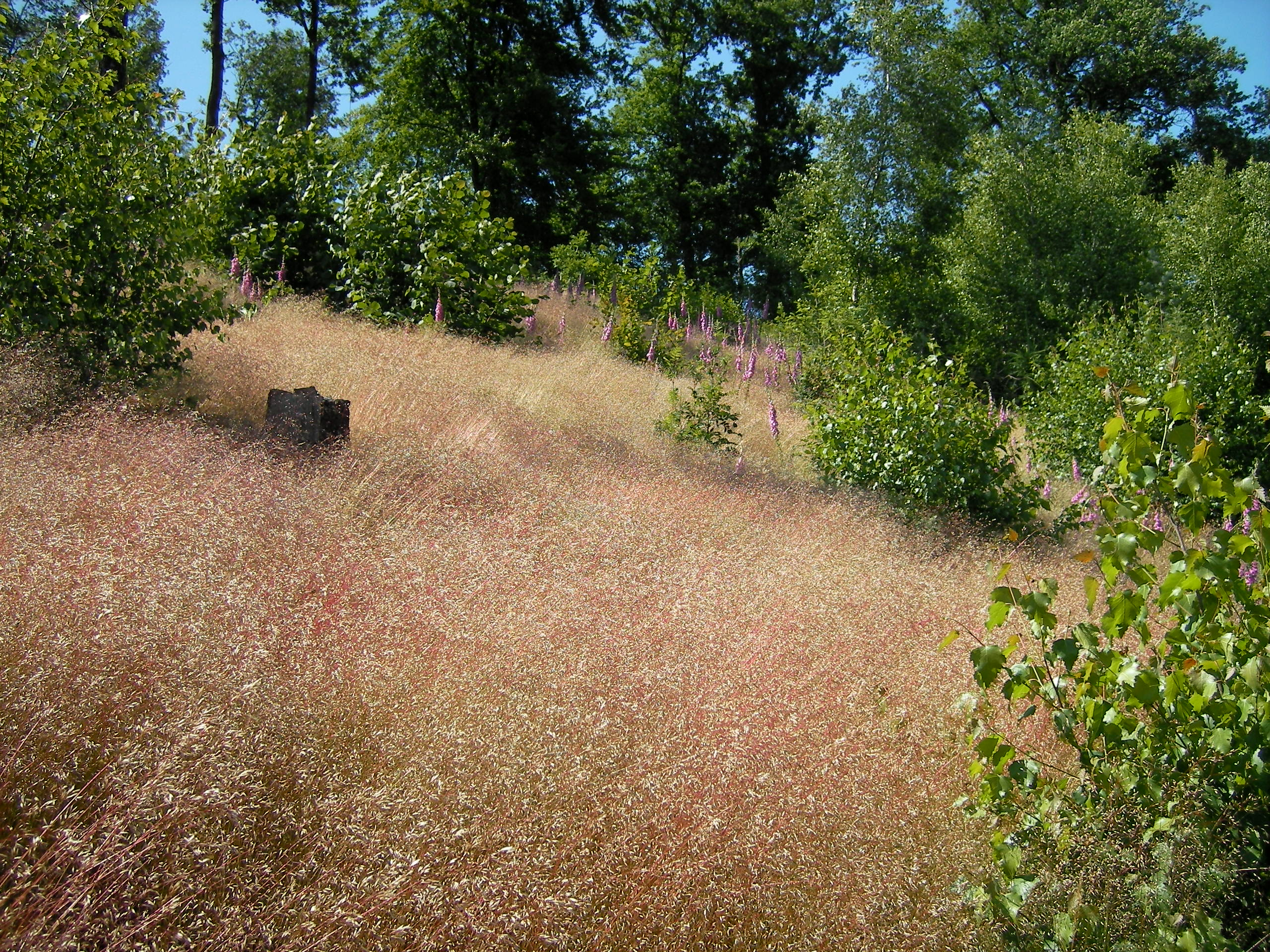
El pasturatge amb ramaderia o bé amb herbívors salvatges permet que es conservi el medi ideal per als cicles de reproducció de les espècies d'hàbitats oberts.

La gestió de custòdia cerca imitar al màxim els processos de restauració ecològica i d'automanteniment dels medis a la natura, i quan ja no és possible substituir el paper d'espècies animals desaparegudes (grans herbívors, grans depredadors), per tècniques de gestió utilitzant el bestiar, per exemple: ovelles, vaques, bous, cabres, cavalls o ases, entre d'altres.

## Modalitats
La gestió de la custòdia pot recolzar-se sobre: 
- estudis sobre les espècies i els seus hàbitats.
- conservació d'espècies faunístiques i/o botàniques, per exemple mitjançant el conreu in-situ o bé la replantació.
- bancs de llavors, bancs genètics, entre d'altres.
- eines específiques, com ara eines informàtiques de modelització, repertori de patrimoni genètic, sistemes d'informació geogràfica (SIG),[3] etc.
- la reintroducció d'espècies funcionalment importants (el castor, per exemple, per la seva capacitat de restaurar i mantenir zones humides).

## Entitats de custòdia del territori

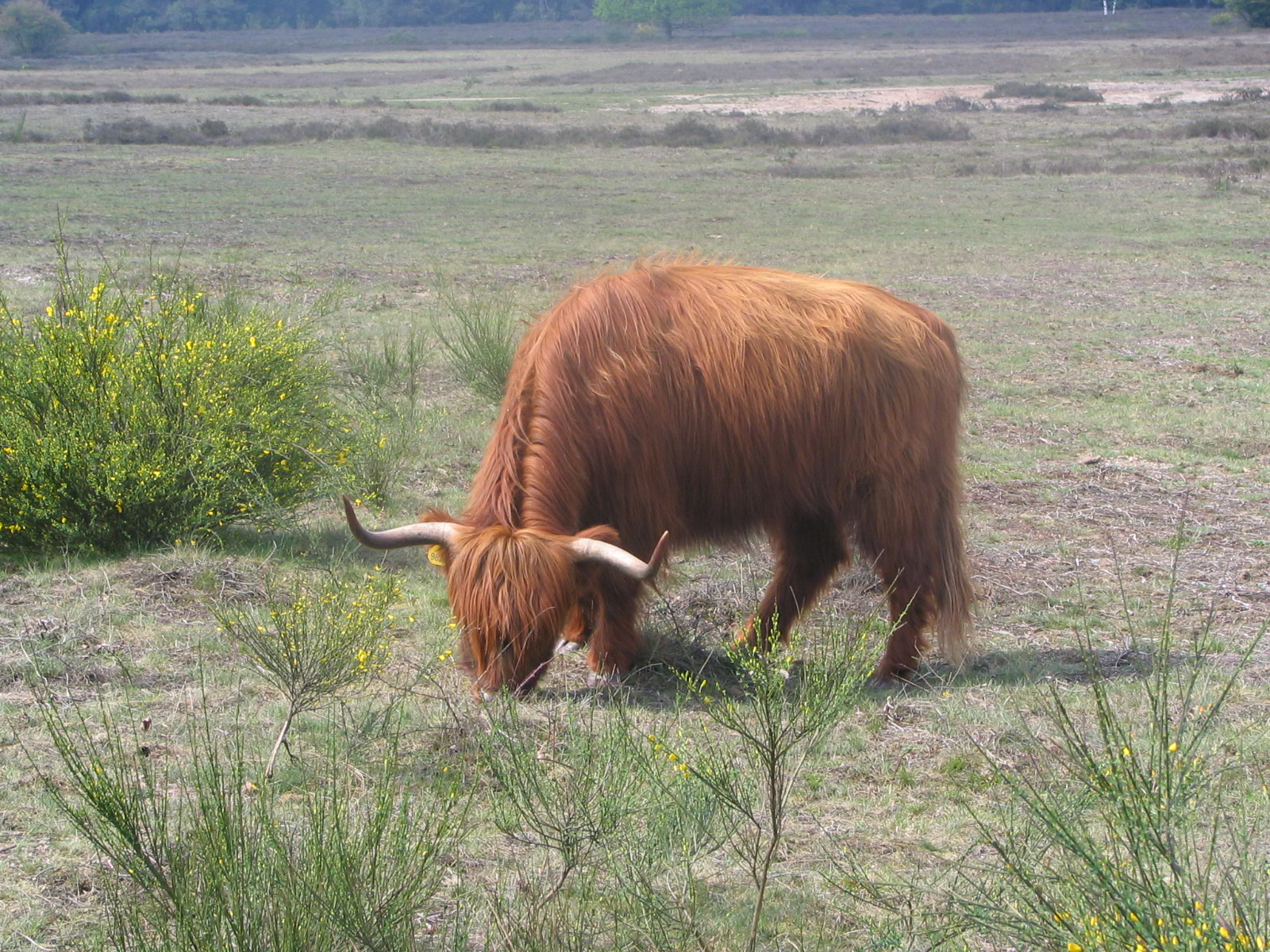
El custodi ha de triar animals aptes per resistir la pobresa natural del medi.

Les entitats de custòdia desenvolupen un paper fonamental en la custòdia del territori. Són les responsables de donar suport i assessorar els propietaris per conservar els valors naturals, culturals i paisatgístics de les seva finca mitjançant les tècniques que proporciona la custòdia del territori.
Una entitat de custòdia és qualsevol organització pública (ajuntament, consorci) o privada (associació, fundació) sense afany de lucre que compleixi aquesta funció.

## Història de la custòdia del territori
La custòdia del territori té els seus orígens a l'Amèrica del Nord (land stewardship), on es consolida durant els anys 80 després d'un llarg període de desenvolupament. Originàriament, es planteja com una filosofia per què les persones (propietaris, gestors, usuaris, administradors...) tinguin cura de la terra i gestionin els recursos naturals, culturals o socials adequadament.
Posteriorment, entre altres formes, la custòdia del territori es concreta com un conjunt de mecanismes voluntaris per què els propietaris, amb unes entitats de suport i d'acord amb l'administració pública, puguin assegurar la conservació i la gestió responsable de determinats valors naturals, culturals i socials que es troben a les seves finques. Però el significat primer, orientat de manera àmplia a persones que tenen cura de la terra, també perdura i abasta a moltes iniciatives de custòdia actuals.